# Leucopogon denticulatus
Leucopogon denticulatus är en ljungväxtart som beskrevs av Robert Desmond David Fitzgerald. Leucopogon denticulatus ingår i släktet Leucopogon och familjen ljungväxter. Inga underarter finns listade i Catalogue of Life.